# Матвеев, Дмитрий Николаевич (актёр)
Дми́трий Никола́евич Матве́ев (13 марта 1953, Потсдам — 24 декабря 2018, Москва) — советский и российский киноактёр, мастер дубляжа и телеведущий.

## Биография
Родился 13 марта 1953 года в Потсдаме на территории ГДР. Родители тогда работали в советском театре в ГДР: отец был машинистом сцены, а мать — гримёром. Вскоре семья вернулась на родину и поселилась в столице. Во ВГИК поступил с шестого раза. В 1981 году окончил мастерскую Сергея Бондарчука и Ирины Скобцевой и был распределён на «Мосфильм», где и работал 10 лет.
Ещё в раннем возрасте актёр снялся в эпизодической роли в короткометражном фильме по повести Аркадия Гайдара «Пусть светит», но серьёзно Дмитрий занялся кино с 1979 года. Ему принадлежат роли более чем в 30 картинах. Одна из лучших в его карьере — роль начальника погранзаставы Сушенцова в фильме 1984 года «Государственная граница. Год сорок первый», после неё за Матвеевым закрепился образ самого мужественного лейтенанта отечественного кинематографа. Одновременно с этим занимался дубляжом на «Мосфильме» и на студии им. М. Горького.
В период кризиса отечественного кинематографа в 1990-х годах много дублировал, принимал участие в озвучивании фильмов и сериалов, среди которых были «Мстители», «Вавилон-5» и «Скорая помощь». В мосфильмовских дубляжах был голосом Вина Дизеля («Спасти рядового Райана» и «Чёрная дыра»), работал штатным актёром на студии «Варус-Видео» (в т.ч. озвучка титров и названий фильмов). Озвучивал рекламные ролики — в частности, рекламу «Московская недвижимость», «Marlboro» и все предвыборные кампании Б. Н. Ельцина.
В 1995 году, когда на ТВ-6 появилась передача «Дорожный патруль», он стал закадровым голосом этой передачи. В 1996 году был ведущим и закадровым голосом передачи «Операция» на ОРТ (ответвления «Дорожного патруля»), а в 1997[уточнить]—1998 годах — голосом программы «Час пик».
В августе 1999 года ушёл на канал ТВЦ в программу «Петровка, 38». Некоторое время работал в кадре ведущим данной программы.
С 6 сентября 1999 по июль 2006 года озвучивал анонсы предстоящих передач и фильмов на телеканале ТВЦ.
В последние годы Матвеев запомнился телезрителям ролями в российских сериалах, самые известные из них — продюсер Леонид Салин в сериале «Обречённая стать звездой» и следователь Малов в сериале «Безмолвный свидетель».
Скончался в Москве на 66-м году жизни 24 декабря 2018 года. Прощание с актёром состоялось 26 декабря, его тело было кремировано, а урна с прахом захоронена в колумбарии одного из кладбищ подмосковного города Красногорска.

## Награды
- Был удостоен звания лауреата премии КГБ СССР в области литературы и искусства за исполнение роли Ильи Сушенцова в телесериале «Государственная граница»[7].

## Фильмография
- 1960 — Пусть светит (короткометражный) — Николашка
- 1979 — Осенний марафон — Виктор, зять Бузыкина
- 1980 — Праздник фонарей (короткометражный) — Алексей Комаров, танкист
- 1981 — Тегеран-43 — сотрудник института
- 1981 — Его отпуск — Петюня, наладчик
- 1981 — Карнавал — целующийся у школы (нет в титрах)
- 1982 — Василий Буслаев — Костя Новоторжанин
- 1982 — Семейное дело — Силин в юности
- 1983 — Как я был вундеркиндом — папа Севы, танцор
- 1983 — Сад — Мирон Афанасьевич
- 1983 — Экзамен на бессмертие — Васюков, старший сержант
- 1983 — Русь изначальная — один из вождей русов
- 1985 — Вариант «Зомби» — Николаев
- 1985 — Говорит Москва — Чурилов
- 1985 — Жил отважный капитан — офицер у скульптора
- 1985 — И на камнях растут деревья / Dragens fange
- 1985 — Прыжок — Барков
- 1986 — Бармен из «Золотого якоря» — подполковник Ильин
- 1986 — Государственная граница. Год сорок первый (фильм 5-й) — Илья Сушенцов, лейтенант, начальник погранзаставы
- 1986 — Земля моего детства — Игорь Васильевич, новый председатель колхоза
- 1986 — Летние впечатления о планете Z — Васюшкин, физрук
- 1987 — Государственная граница. За порогом победы (фильм 6-й) — Илья Сушенцов, майор, начальник погранотряда
- 1987 — Жменяки — Михайло Жменяк, сын Ивана
- 1988 — Шаг / 未来への伝言
- 1989 — Его батальон — Павел Иванов, капитан
- 1989 — Криминальный квартет — журналист в кабинете прокурора
- 1990 — Берег спасения — Владимир Владимирович, командир корабля
- 1990 — Овраги — Горюхин
- 1990 — Последняя осень — Игорь Мусатов, налётчик
- 1990 — Посредник — Ганин, офицер
- 1991 — Чернобыль: Последнее предупреждение — доктор
- 1991 — Фирма приключений
- 1994 — Зона Любэ — Игорь Сергеевич, капитан, начальник тюрьмы
- 2004 — Не забывай — Разин
- 2005—2007 — Обречённая стать звездой — Леонид Салин
- 2007 — 2008 — Безмолвный свидетель — Малов, следователь прокуратуры по особо важным делам
- 2008 — Аттракцион — Пушкарный, генерал ФСБ
- 2008 — Женщина без прошлого — Леонид Вольский (бизнесмен — хозяин рекламного агентства)
- 2009 — Следопыт — Сергей Сергеевич Нефёдов
- 2009 — Хозяйка тайги — Иван Андреевич Тарасов, генерал-майор
- 2011 — Погоня за тенью — Олег Юрьевич Беспалов, майор
- 2011 — Казнокрады — Крюков, генерал (фильм № 4 «Трофейное дело»)
- 2012 — Выхожу тебя искать-2 — Тагаев, друг Юрия
- 2012 — Под прикрытием — рейдер
- 2014 — Человек-приманка — Борис Андреевич
- 2015 — Старшая дочь — Николай Петрович Браташ, капитан, участковый
- 2018 — Смертельный номер — Фёдор Иванович

## Дубляж и закадровое озвучивание

### Фильмы

#### Мэл Гибсон
- Безумный Макс 2: Воин дороги (1981) — Макс Рокатански (дубляж «Мост-Видео», 2002 г.)[8]
- Безумный Макс 3: Под куполом грома (1985) — Макс Рокатански (дубляж «Мост-Видео», 2002 г.)[8]
- Смертельное оружие 3 (1992) — Мартин Риггз (дубляж «Мост-Видео», 2001 г.)[8]
- Мэверик (1994) — Мэверик (дубляж «Варус-Видео» для VHS / дубляж «Мост-Видео», 2001 г.)[8]

#### Сильвестр Сталлоне
- Кобра (1986) — Мэрион Кобретти (дубляж «Мост-Видео», 2001 г.)[8]
- Танго и Кэш (1989) — Рэй Танго (дубляж «Варус-Видео», 1995 г. / дубляж «Мост-Видео», 2001 г.)[8]

#### Другие фильмы
- Игры патриотов (1992) — Джек Райан (Харрисон Форд) (дубляж киноконцерна «Мосфильм», 1992 г.)[8]

### Телесериалы
- Вавилон-5 (1-4 сезоны) (1993—1997) — Майкл Гарибальди (Джерри Дойл); посол Г'Кар (Андреас Катсулас); Вир Котто (Стивен Фёрст); Ленньер (Билл Муми); Зак Аллан (Джефф Конавей); Маркус Коул (Джейсон Картер[англ.]) (3 сезон); Дэвид Корвин (Джош Кокс); Уоррен Кеффер (Роберт Раслер); Морден (Эд Вассер[англ.]); Лориен (Уэйн Александр[англ.]); Кош; Нерун (Джон Викери[англ.]); Лорд Рифа (Уильям Форвард); Император Картажье (Роберт Криммер[англ.]) (закадровый перевод[чей?] по заказу МНВК, 1997-1999 гг.)[8]

### Компьютерные игры
- 2003 — Ил-2 Штурмовик: Забытые сражения — Речевые сообщения[9]

## Озвучивание телевизионных программ
- 1995 — 1996 — голос программы «Дорожный патруль» (ТВ-6)
- 1996 — голос за кадром, действующее лицо в программе «Операция» (ОРТ)
- 1996[уточнить] — 1998 — голос за кадром в программе «Час пик» канала ОРТ
- 1997 — голос рубрики «Железный капут» в программе «Каламбур» (ОРТ)
- 6 сентября 1999 — июль 2006 — голос ТВЦ, читал анонсы программ телеканала
- 2007—2011 — голос Настоящего смешного телевидения